# William Edward Ayrton
William Edward Ayrton, född den 14 september 1847, död den 8 november 1908 i London, var en engelsk fysiker. 
Ayrton var först anställd i indisk tjänst, sedermera (1873-79) vid ingenjörskolan i Tokyo och blev 1879 professor vid City and Guilds of London Institute. År 1881 blev han ledamot av Royal society.
Ayrton har publicerat en stor mängd avhandlingar, de flesta tillsammans med engelske fysikern Perry. En stor del av dessa behandlar praktiska elektriska spörsmål, såsom dynamomaskiners konstruktion, elektriska järnvägar, konstruktion av elektriska mätinstrument för teknikens behov, elektriska motorer (1883), ackumulatorer o. s. v. 
Han har även utfört åtskilliga rent vetenskapliga undersökningar, bland vilka de viktigaste avhandla föränderliga elektriska strömmar, bestämning av åtskilliga ämnens dielektricitetskonstanter (1877), uppmätning av potentialskillnaden mellan metaller (1878), bestämning av förhållandet mellan de elektrostatiska och de elektromagnetiska enheterna (1879). Han utgav även en lärobok, Practical electricity (1888; översatt till främmande språk).